# Col·legi Públic Lluís Vives
El Col·legi Públic Lluís Vives és un edifici situat al carrer de Canalejas, al costat de la plaça de l'Olivereta del barri de Sants de Barcelona, catalogat com a Bé Cultural d'Interès Local. Popularment va ser conegut com l'Olivereta, nom d'una antiga fàbrica al solar de la qual es va edificar l'escola.

## Història
Va ser projectat per l'arquitecte Josep Goday seguint l'ideari definit a l'Almanach dels Noucentistes, amb fonts i esgrafiats a les parets de les façanes principals. Formava part d'un pla que pretenia construir mitja dotzena de grups escolars a Barcelona en un moment d'expansió política municipal educativa, que provenia de l'ideari de Prat de la Riba durant els primers anys de la Mancomunitat de Catalunya. La construcció de l'escola va estar precedida per una sèrie de lluites veïnals dirigides a aconseguir una escola per al barri. Es va crear una comissió gestora per a coordinar les reivindicacions, que anaven des de la recollida de signatures, manifestacions o la presentació d'instàncies a l'alcalde de Barcelona. Finalment, la Comissió de Cultura va proposar-ne la construcció el 27 de maig de 1918, i el 20 de març de 1920 se'n va col·locar la primera pedra.
El col·legi va ser inaugurat el dia 29 de març de 1931, en plena campanya electoral d'unes eleccions municipals, ja que les obres es van endarrerir per la dictadura de Primo de Rivera i la consegüent dissolució del Patronat Escolar. Inicialment s'hi impartia ensenyament primari, dividit en dues seccions, una per a nois i una altra per a noies, dirigides respectivament per Pere Blasi i Dolors Batlle. El model aplicat per a l'educació de nois i noies era un model basat en novetats del moment, com l'educació mixta, l'observació de la natura, les passejades fora del centre escolar, un hort, l'estudi en català, etc. Ara bé, amb l'arribada del franquisme, els projectes de renovació pedagògica implantats al centre es van veure interromputs, i es va tornar a l'establiment de l'educació segregada entre nois i noies amb continguts diferenciats. A més, Pere Blasi va haver d'exiliar-se.

## Descripció
És un immoble aïllat que consta de planta semisoterrada, planta baixa, tres pisos i teulada a quatre vessants. És de planta rectangular amb tres nuclis: un per Educació Primària, un altre per Educació Secundària i un central amb laboratoris de Secundària, serveis, vestíbuls i sales lliures. Amb l'excepció que tota l'última planta està dedicada a Secundària. L'edifici tenia originalment 16 aules i tenia cabuda per 750 alumnes.
Les façanes són simètriques i estan ornamentades al gust clàssic. La façana principal és la que dona al carrer Canalejas. A la planta semisoterrada s'obren una sèrie de finestres d'arc rebaixat emmarcades per imitació de carreus a la part superior. A la planta baixa en el cossos laterals s'obre una gran obertura partida en quatre i dos més petites. En el cos central hi ha un porxo amb dos fileres de columnes dòriques que aguanten tres arcs de mig punt al centre i llinda a les bandes; a sobre de les llindes hi ha un gran ull de bou. El parament d'aquest nivell està decorat amb esgrafiats que imiten carreus amb un rombe a l'interior.
A partir del primer pis els cossos laterals tenen el mur al mateix pla que les plantes inferiors, però el cos central està lleugerament endarrerit deixat una terrassa al primer pis. La decoració del mur del primer i segon pis dels nuclis laterals està dividida en tres: al centre dos grans pilastres aguanten uns relleus de gerros i un arc de mig punt, a l'espai interior s'obren les finestres del primer pis, de forma rectangular, i les del segon pis que segueixen l'arc de mig punt; als espais laterals es repeteix el mateix motiu esgrafiat d'un medalló amb espigues i fruits a l'interior, envoltat de cornucòpies i cistelles amb flors. Al nucli central s'obren grans obertures rectangulars i els esgrafiats fan motius de garlandes.
L'últim pis està separat dels inferiors per una cornisa, que en els cossos laterals segueix la forma de l'arc de mig punt central. Aquí les finestres són petites i quadrangulars. Corona l'edifici una cornisa.
La façana posterior és de característiques similars però més simple. Aquí el porxo de la planta baixa té una doble filera de columnes amb capitell de volutes que aguanten un arquitrau. Al primer i segon pis dels cossos laterals s'obren finestres quadrangulars i uns petits esgrafiats florals separen els dos nivells.
Les façanes laterals són iguals. A la planta baixa s'obren en un costat una finestra d'arc de rebaixat flanquejada de dos finestres rectangulars i a l'altre costat una porta. A la planta baixa hi ha dos finestres quadrangulars en el mateix costat que les finestres de la planta inferior. En aquest nivell el parament està decorat amb esgrafiats de carreus amb un rombe a l'interior. Al primer i segon pis, seguint el mateix eix que les finestres de la planta baixa, hi ha dos finestres allindanades per pis; al costat on no hi ha finestres torna a aparèixer el gran motiu esgrafiat del medalló envoltat de cornucòpies. Al pis superior hi ha quatre finestres rectangulars. Les cantonades de l'edifici estan marcades amb esgrafiats que imiten carreus i els angles de la teulada estan decorats amb gerros de pedra.

## Galeria

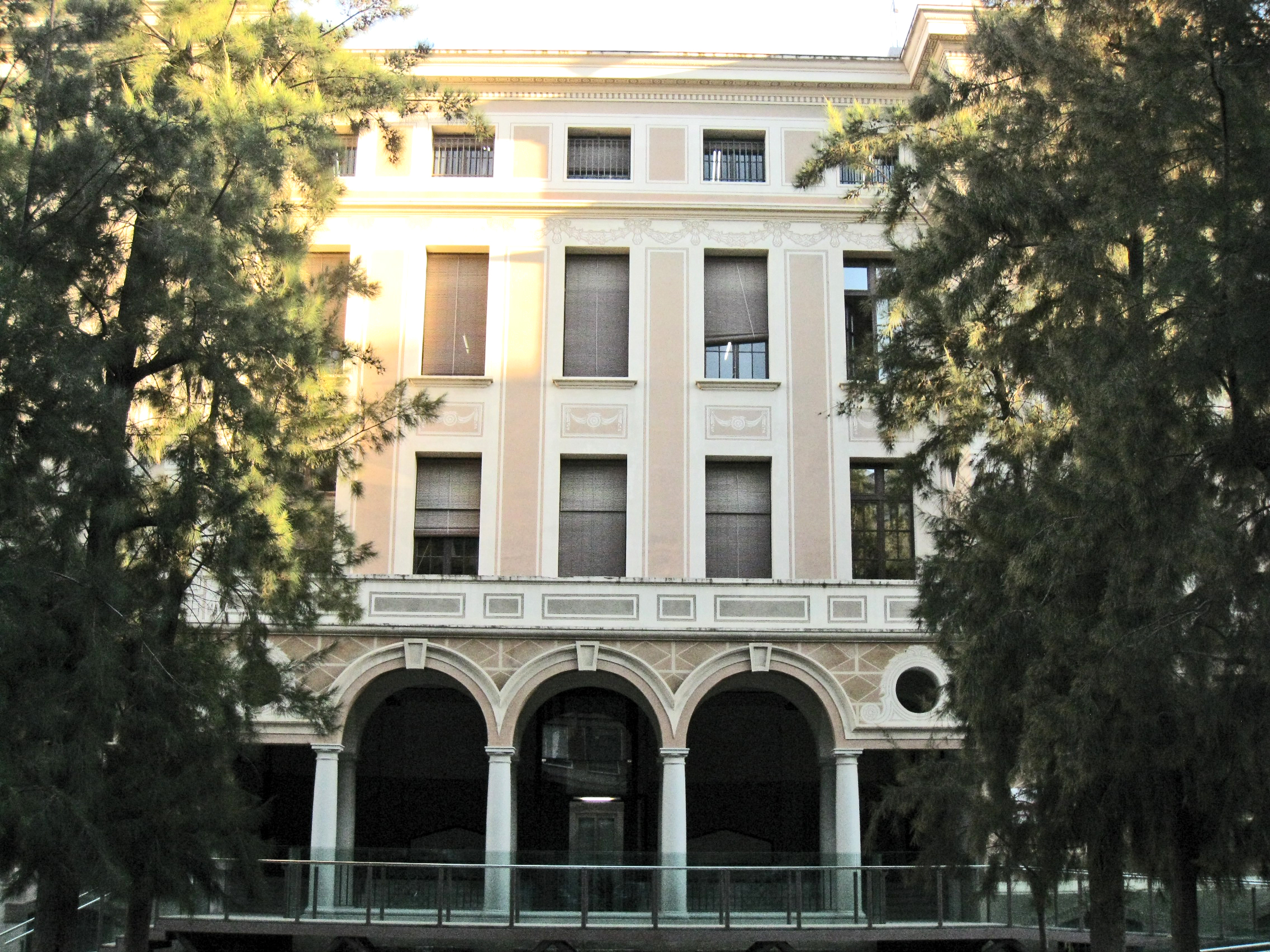
Vista des del carrer de Canalejas
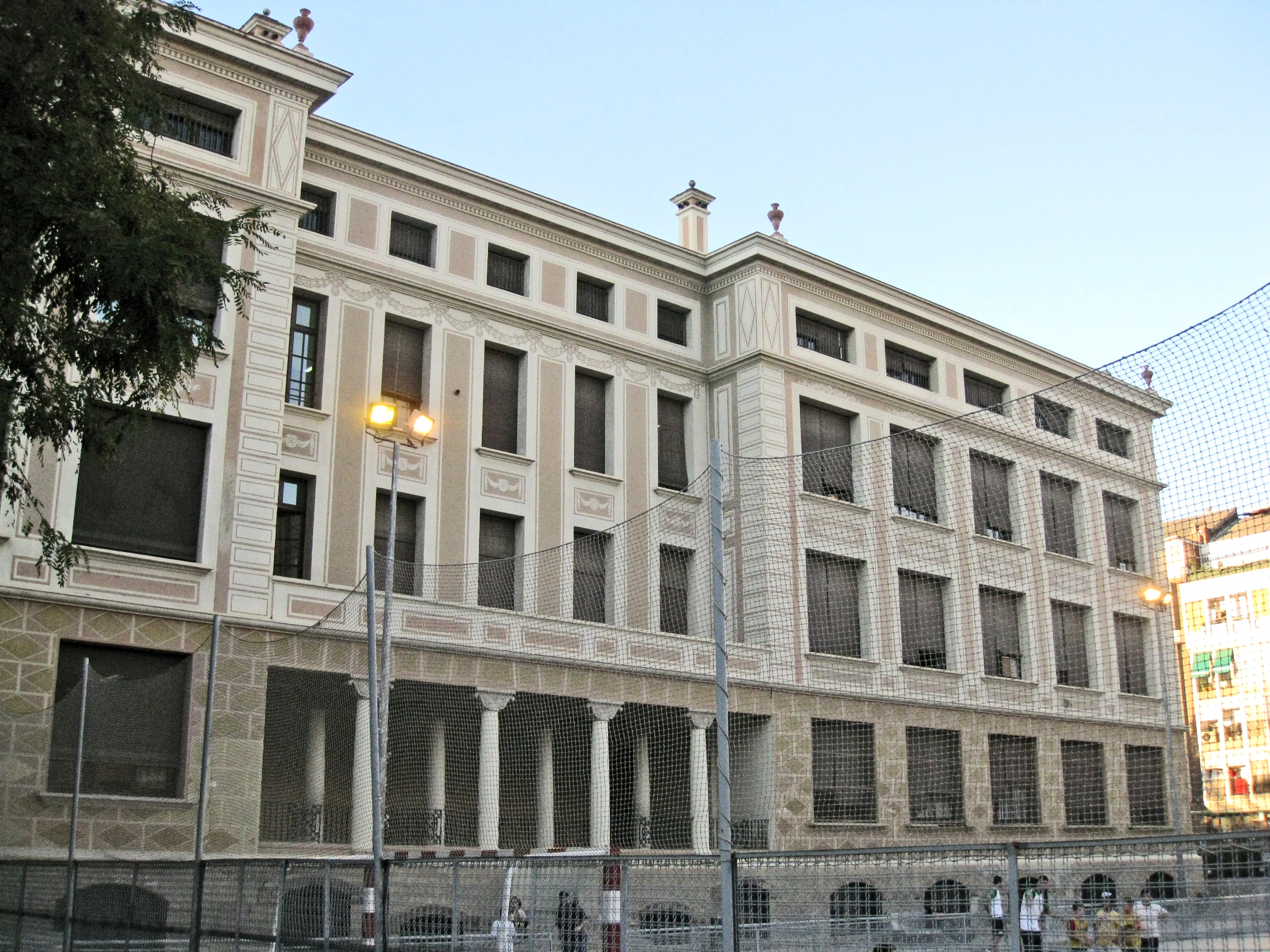
Vista des del carrer de Pavia
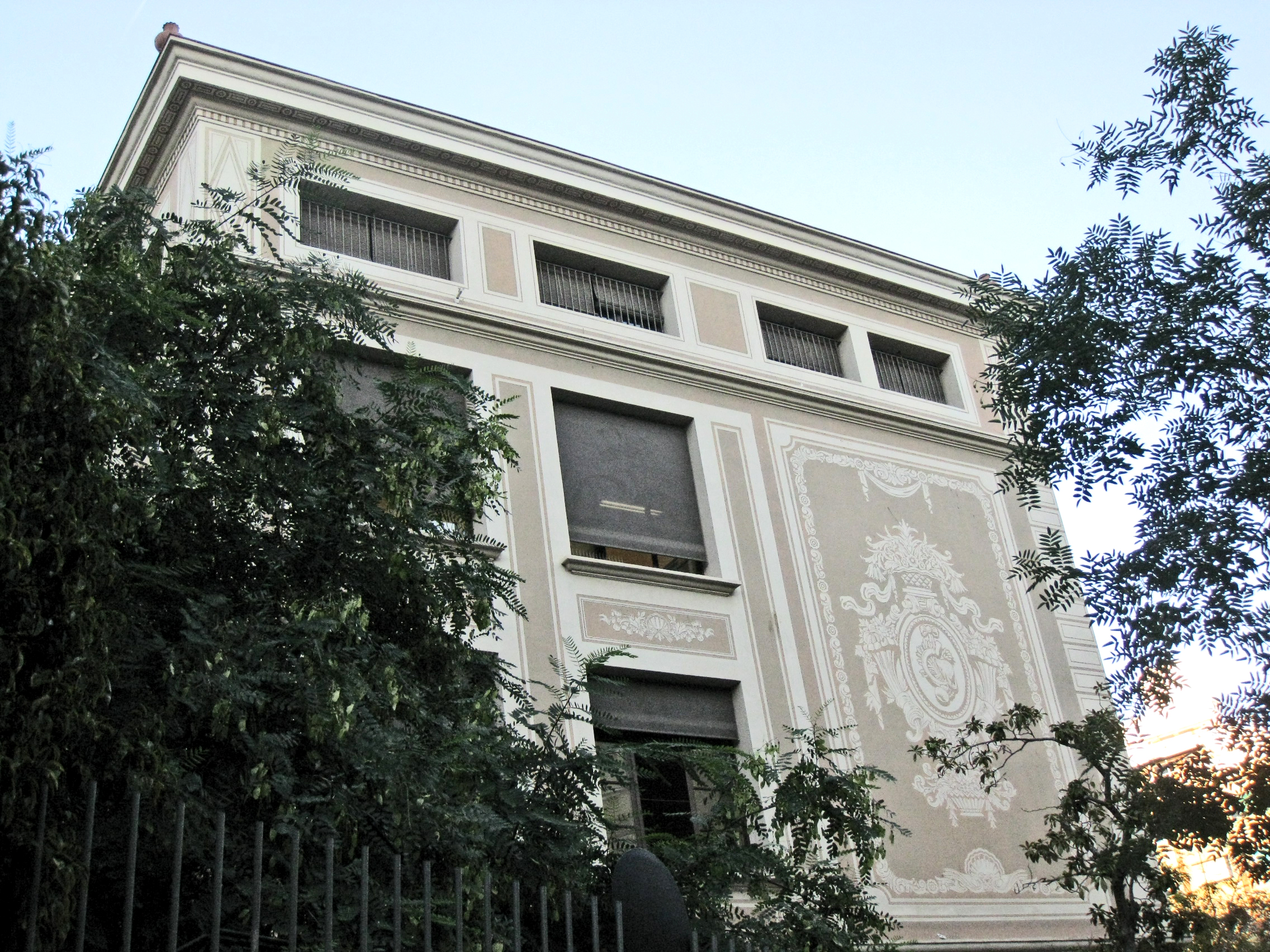
Vista des de la Riera Blanca
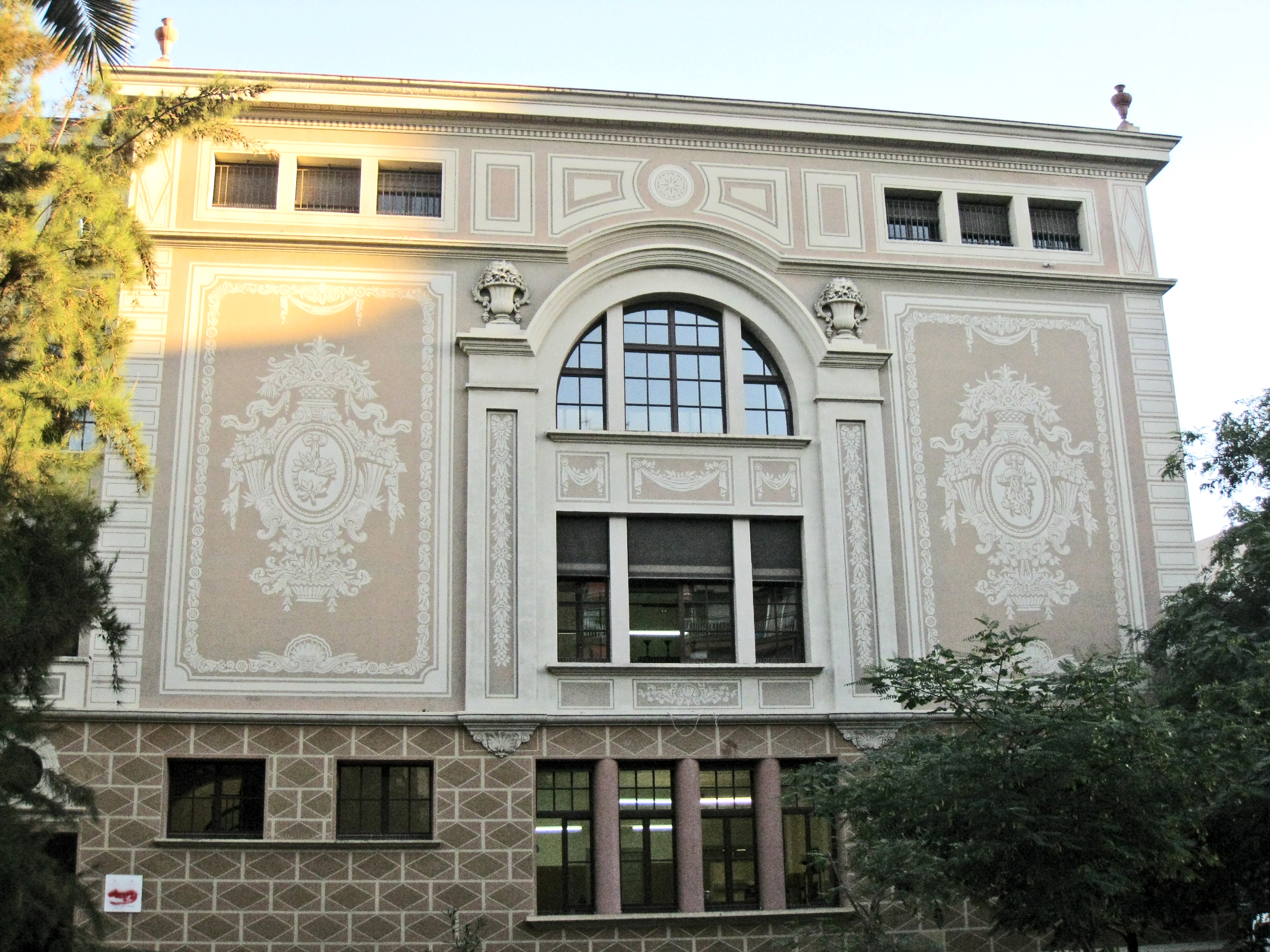
Vista des del carrer de Canalejas